# Nadezjda Grisjaeva
Nadezjda Sergejevna Grisjaeva (Russisch: Надежда Сергеевна Гришаева) (Leningrad, 2 juli 1989) is een Russische basketbalspeelster, die speelde voor het nationale team van Rusland. Ze werd Meester in de sport van Rusland, Internationale Klasse.

## Carrière
Grisjaeva begon haar carrière bij BK Moskou in 2006. Met Moskou verloor ze de finale om de EuroCup Women in 2008. Ze verloren van Beretta Famila Schio uit Italië met een totaalscore over twee wedstrijden met 136-165. Ze stapte over naar Tsjevakata Vologda in 2009. Ze werd met die club derde om het Landskampioenschap van Rusland in 2001. In 2010 stapte ze over naar Sparta&K Oblast Moskou Vidnoje. Ze verloor met die club de finale van de EuroLeague Women in 2011. Ze verloren van Perfumerías Avenida uit Spanje met 59-68. Wel won ze de FIBA Europe SuperCup Women in 2010. In 2011 ging ze spelen voor ASPTT Arras uit Frankrijk. In 2012 ging ze naar Dinamo Moskou. Ze won met Dinamo twee keer de finale van de EuroCup Women. Ze wonnen in 2013 van Kayseri Kaski SK uit Turkije. De eerste wedstrijd wonnen ze met 66-61 en de tweede wedstrijd verloren ze met 70-74. Toch was dat genoeg voor de eindoverwinning. In de strijd om de FIBA Europe SuperCup Women 2013, verloor ze met Dinamo van UMMC Jekaterinenburg uit Rusland met 63-72. In 2014 stond ze met Dinamo weer in de finale van de EuroCup Women. Nu wonnen ze van Dinamo Koersk uit Rusland. De eerste wedstrijd wonnen ze met 97-65 en verloren ze de tweede wedstrijd met 61-85. In 2014 ging ze naar Dinamo Koersk maar na verschillende wedstrijden op het trainingskamp raakte ze ernstig gewond, waardoor ze het hele seizoen miste. In 2016 stapte ze over naar Beşiktaş JK in Turkije maar na een half jaar verhuisde ze naar Dinamo Moskou.
Grisjaeva speelde met Rusland op de Olympische Spelen in 2012. Ook speelde ze op het Europees kampioenschap in 2013.

## Privé
De vader van Nadezjda is de beroemde Russische basketbalspeler Sergej Grisjaev.

## Erelijst
- Landskampioen Rusland:
  - Tweede: 2011
- EuroLeague Women:
  - Runner-up: 2011
- EuroCup Women: 2
  - Winnaar: 2013, 2014
  - Runner-up: 2008
- FIBA Europe SuperCup Women: 1
  - Winnaar: 2010
  - Runner-up: 2013